# Ophiuche comes
Ophiuche comes là một loài bướm đêm trong họ Erebidae.